# عایشه شرایحی دمشقی
عایشه شرایحی دمشقی (به‌نگارش و آوایش کهن: عائشه دمشقیّه) همچنین شهرت‌یافته به عایشه ابنة شرائحی (۱۳۵۸- ۱۴۳۸) (نسب کامل: عایشه بنت ابراهیم بن خلیل بن عبدالله بن محمود، بعلبکیه دمشقیه) بانوی محدّث شامی بود. در دمشق، قاهره و بعلبک نزد استادان بسیاری از جمله ابن نباته، علم حدیث آموخت. بیش از ۷ تن از علمای روزگارش به او اجازه نقل روایت دادند. او شاگردانی بسیار داشت، در ۱۶ صفر ۸۴۲ق در دمشق درگذشت و در آرامگاه باب توما دفن شد.